# Lagrange (fysik)
Lagrangefunktionen (tilsvarende engelsk begreb: Lagrangian) er inden for fysik en skalarfunktion, som for et givet mekanisk system indeholder informationer om samtlige dynamiske egenskaber for systemet (se matematisk definition nedenfor). Lagrangefunktionen er et centralt begreb inden for analytisk mekanik, og indgår i forbindelse med analyse og bestemmelse af bevægelsesligningerne for et mekanisk system. 
Joseph-Louis Lagrange (1736-1813), hvorfra funktionens navn har sin oprindelse, var en fransk-sardinsk matematiker, teoretisk fysiker og astronom, som i sit virke bidrog væsentligt til førnævnte felter bl.a. ved at lægge fundamentet til en matematisk reformulering af Newtons love, i hvilken Lagrangefunktionen spiller en central rolle. Lagranges reformulering af mekanikkens love adskiller sig bl.a. fra Newtons formalisme ved at valget af koordinatsystem til beskrivelse af det pågældende system er arbitrært. Newtons formulering af mekanikkens love baserer sig i stor udstrækning på analyse af vektorstørrelser, hvilket i reglen gør kartesiske koordinater at foretrække, alt imens Lagranges tilsvarende formulering (for hvilken det gælder at Lagrangefunktionen spiller en central rolle) anvender generaliserede koordinater i beskrivelsen af systemet. Eksterne bibetingelser behandles systematisk vha. Lagrange-multiplikatorer. 
Bevægelsesligningerne for et system, for hvilket Lagrangefunktionen er kendt, udgøres af Euler-Lagrange-ligningerne, som for et system beskrevet ved N generaliserede koordinater (i det generelle tilfælde) vil være et system af N differentiallligninger. Ligningerne fremkommer som et resultat af Hamiltons princip (el. mindstevirkningsprincippet. Se også: "the principle of least action") og variationsregningen; et felt, hvor Joseph-Louis Lagrange ligeledes var blandt pionererne. 
Formalismen har (især hvis man medregner de senere bidrag fra i første omgang William Rowan Hamilton) sidenhen spillet en væsentlig rolle i forbindelse med den matematiske formulering af relativitetsteori samt kvantemekanikken, og udgør dermed et væsentligt fundament inden for den moderne fysik. 

## Definition (klassisk mekanik)
Lagrangefunktionen {\displaystyle L} for et mekanisk system er inden for den klassiske mekanik defineret som differencen mellem systemets totale kinetiske energi {\displaystyle T} og systemets totale potentielle energi {\displaystyle V}.
{\displaystyle L=T-V.}
Hvor {\displaystyle L=L(q_{1},q_{2},...,q_{n},{dq_{1} \over dt},{dq_{2} \over dt},...,{dq_{n} \over dt},t)} er en funktion af systemets generaliserede koordinater {\displaystyle q_{i}} samt deres første tidsafledede{\displaystyle {dq_{i} \over dt}={\dot {q_{i}}}}.
Når Lagrangefuntionen er kendt, kan dynamikken af systemet bestemmes vha. Euler-Lagrange-ligningerne.

## Euler-Lagrange-ligningerne
Lagrangefunktionen indeholder al information nødvendig til bestemmelse af et givet systems dynamik bortset fra grænsebetingelser. Bevægelsesligningerne for systemet er givet ved Euler-Lagrange-ligningerne. 
Det simpleste tilfælde:
For en partikel der bevæger sig i én dimension beskrevet ved koordinaten {\displaystyle x} er Lagrangefunktionen givet ved:
{\displaystyle L(x,{\dot {x}})=T(x,{\dot {x}})-V(x,{\dot {x}})}
hvor {\displaystyle x,{\dot {x}}} er hhv. partiklens position og hastighed. Systemets eneste bevægelsesligning er givet ved Euler-Lagrange-ligningen:
{\displaystyle {\frac {d}{dt}}{\frac {\partial L}{\partial {\dot {x}}}}-{\frac {\partial L}{\partial x}}=0,}
der ved at evaluere de partielle afledede vil give en differentialligning for partiklens position{\displaystyle x=x(t)}. Denne ligning er ækvivalent med Newtons anden lov.
Systemer med flere frihedsgrader vil generelt give anledning til et system af koblede differentialligninger.

## Eksempler

### Konstant acceleration
Som et simpelt eksempel kan tages Lagrangefunktionen for en punktformet masse, der foretager et fald i et konstant tyngdefelt. Den potentielle energi for denne masse er naturligvis
{\displaystyle V=mgx,}
hvor {\displaystyle m} beskriver massens størrelse, {\displaystyle g} er 9.82 m/s (tyngdeaccelerationen i Danmark) og {\displaystyle x} massens højde i forhold til et defineret nulpunkt. Den kinetiske energi er givet ved:
{\displaystyle T={\frac {1}{2}}m{\dot {x}}^{2},}
hvor {\displaystyle {\dot {x}}} betegner koordinaten x differentieret i forhold til tid, altså hastigheden.
Lagrangefunktionen er i dette tilfælde
{\displaystyle L=T-V={\frac {1}{2}}m{\dot {x}}^{2}-mgx.}
Ved at anvende Euler-Lagrange-ligningen
{\displaystyle {\frac {d}{dt}}{\frac {\partial L}{\partial {\dot {x}}}}-{\frac {\partial L}{\partial x}}=0,}
hvor de partielle afledte er
{\displaystyle {\frac {\partial L}{\partial {\dot {x}}}}=m{\dot {x}}\;\;,\;\;{\frac {\partial L}{\partial x}}=-mg}
fås
{\displaystyle m{\frac {d^{2}x}{dt^{2}}}=-mg,}
der er Newtons anden lov for bevægelse med konstant acceleration.

## Lagrangefunktionen og Hamiltonfunktionen
Hamiltons formalisme er en tæt beslægtet med Lagranges formalisme skitseret ovenfor. Mens Lagrangefunktionen {\displaystyle L} er en funktion af de generaliserede koordinater {\displaystyle q_{i}} og -hastigheder {\displaystyle {\dot {q_{i}}}}, er hamiltonfunktionen {\displaystyle H} en funktion af de generaliserede koordinater samt de generaliserede impulser {\displaystyle p_{i}={\partial L \over \partial {\dot {q_{i}}}}}.
{\displaystyle H=H(q_{1},...q_{n},p_{1},...,p_{n},t)}
{\displaystyle L=L(q_{1},...,q_{n},{\dot {q_{1}}},...,{\dot {q_{n}}},t)}
Lagrangefunktionen er relateret til Hamiltonfunktionen vha. Legendre-transformationen:
{\displaystyle L=\sum _{i}^{n}{\dot {q_{i}}}p_{i}-H}